# 白毫

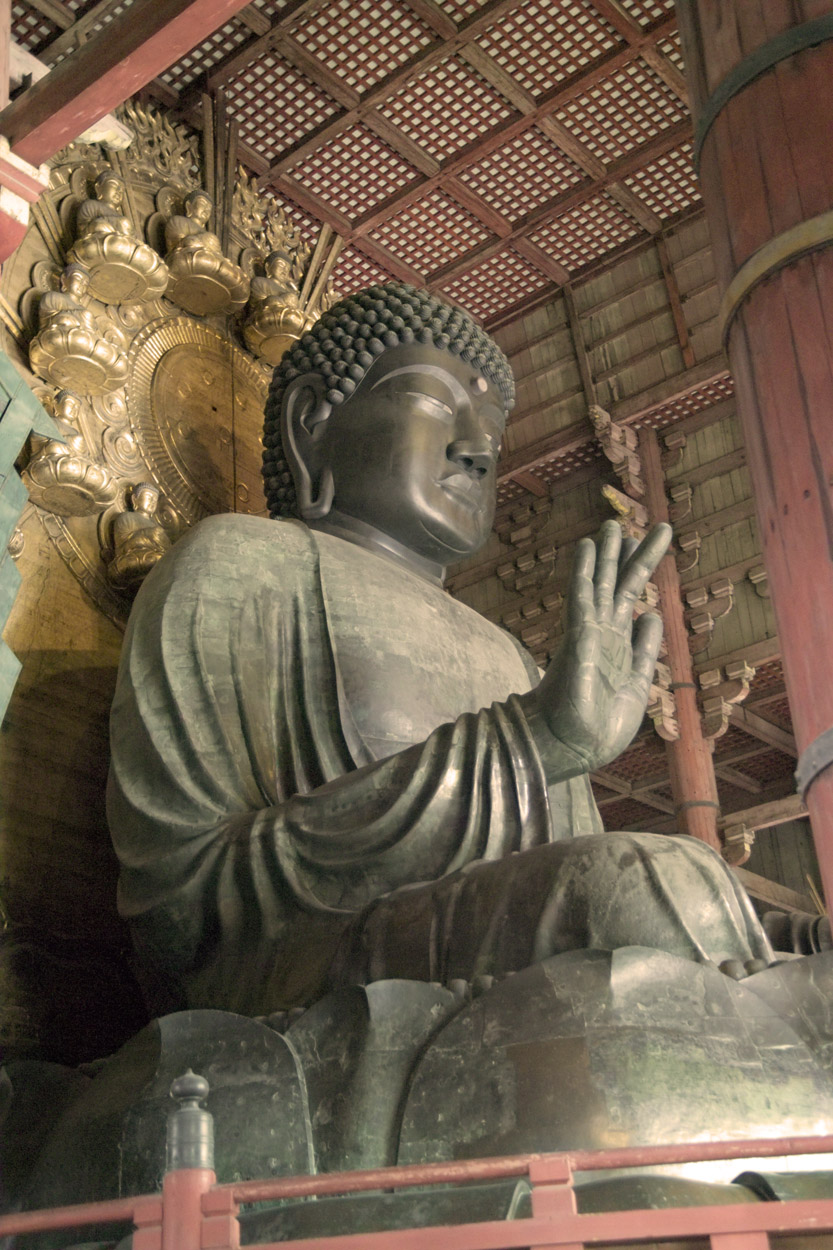
東大寺盧舎那仏像（奈良の大仏）

白毫（びゃくごう）は、仏（如来）の眉間のやや上に生えているとされる白く長い毛。右巻きに丸まっており、伸ばすと1丈5尺（約4.5メートル）あるとされる。眉間白毫とも。三十二相の31番目であり、白毫相、眉間白毫相とも。
光を放ち世界を照らすとされる。『法華経』序品には、仏（ガウタマ・シッダールタ）が無量義処三昧の瞑想に入ったとき、白毫が光を放ち東方一万八千世界を照らし出すというシーンが描かれている（爾時仏 放眉間白毫相光 照東方万八千世界）。
白毫の位置は、インド哲学における第6チャクラのアージニャーである。シヴァ神などいくつかのヒンドゥー教の神はその位置に第3の目を持つ。ヒンドゥー教徒が同じ位置にする装飾であるビンディーやティラカと、俗に混同されるが、直接の関係は薄い。

## 仏教美術での表現
仏教美術では、白毫は如来と菩薩に付ける。明王、天部、童子などには付けない。
仏画では、白い丸や渦巻きで表される。
仏像では、丸い膨らみで表されたりするほか、水晶・真珠などの宝石がはめ込まれる。近年ではガラスやアクリル樹脂も使われる。古い仏像では、もともと付いていたが失われていることもある。
三十二相の中には、美術表現が無理なもの、特に仏像として造形できないものが多いが、白毫相は造形しやすいため、目立つ特徴となっていることが多い。

## 白毫の名が付いたもの
白茶に使われる若芽は白毫と呼ばれ、白茶は白毫茶とも呼ばれるが、これは、芽に白い毛が密生していることによる。
紅茶の茶葉の種類でいう、ペコーまたはピコー(pekoe)とは、白毫の福建語発音に由来する（紅茶#等級参照）。

### 寺
- 白毫寺（奈良市） - 本尊阿弥陀如来坐像の白毫にちなむという。
- 白毫寺 (丹波市)